# Атлантически вал
Атлантически вал е серия от укрепления и бункери, разположени по бреговете от Норвегия до Испания. Предназначението им е да отбраняват териториите, завзети от германците в Западна Европа, срещу евентуален десант на Съюзниците.
Въпреки че е заплануван отпреди 8 години, строежът му започва едва през 1942 г., а към края на 1943 г. е завършен само на 20%. Главният инженер, разработващ системата от укрепления и ръководил строителството, става Фриц Тот, който вече е разработвал Линията „Зигфрид“ между Франция и Германия.
Укрепленията са издигнати от работници, насилствено докарани за целта от окупираните територии. Всички те се трудят под егидата на т. нар. Организация „Тот“. Използвал се е и труда на строителни войски, затворнически персонал и войници от редовната армия. Към края на 1943 г. в строителството на вала са заети почти половин милион души.
В началото на 1944 г. фелдмаршал Ервин Ромел е натоварен със задачата да усъвършенства системата укрепления. Под ръководството му по крайбрежията и в някои райони на дълбочина са построени железобетонни дълговременни огневи точки за поставяне на картечници, противотанкови оръдия и лека артилерия. На самите крайбрежия са установени минни полета и противотанкови заграждения, а във водата – морски мини и подводни заграждения. В полята, удобни за въздушен десант на планери, се поставят на всеки 30 m т. нар. „аспержи на Ромел“ (Rommelspargel) – трупи, за които се закрепват мини. Въпреки усилията, Атлантическият вал се оказва, че има множество слабо укрепени участъци, които и стават причината за сравнително бързият пробив на укреплението в хода на съюзническата инвазия.
За защита от бойните кораби, на крайбрежието са построени брегови батареи, на чието разположение били 28 различни артилерийски системи, много от които трофейни. Към лятото на 1944 г. частта на батареите все още не е укрепена и по заповед на Ромел те са изтеглени навътре към брега.
Относително добре укрепени райони са били белгийското крайбрежие, Па дьо Кале, устието на река Сена, остров Гърнзи, Джърси, град Брест и Лориан. на крайбрежието на Нормандия са се намирали слаби гарнизони и по една артилерийска батарея на всеки 20 km от бреговата линия.